# ブラック・クロウズ
ブラック・クロウズ（The Black Crowes）は、アメリカのロック・バンド。クリス・ロビンソン（ヴォーカル）とリッチ・ロビンソン（ギター）の兄弟を中心に結成され、サイケデリック・ロック、ブルースロック、サザン・ロックなどを吸収した音楽性で人気を得た。

## メンバー

### 現在のメンバー
- クリス・ロビンソン (Chris Robinson, 1966年12月20日 -) - ヴォーカル
- リッチ・ロビンソン (Rich Robinson, 1969年5月24日 -) - ギター
- スヴェン・パイピーン (Sven Pipien, 1967年5月30日 -) - ベース

### 旧メンバー
- ジェフ・シーズ (Jeff Cease, 1967年6月24日 -) - ギター
- マーク・フォード (Marc Ford, 1966年4月13日 -) - ギター
- オードリー・フリード (Audley Freed, ?年?月?日 -) - ギター
- ポール・ステイシー (Paul Stacey, ?年?月?日 -) - ギター
- ルーサー・ディッキンソン (Luther Dickinson, 1973年1月18日 -) - ギター、マンドリン
- ジャッキー・グリーン (Jackie Greene, 1980年11月28日 -) - ギター、マンドリン
- ジョニー・コルト (Johnny Colt, 1966年5月1日 -) - ベース
- アンディ・ヘス (Andy Hess, 1966年12月4日 -) - ベース
- グレッグ・リザーブ (Greg Rzab, ?年?月?日 -) - ベース
- エディ・ハーシュ (Eddie Harsch, 1957年5月27日 - 2016年11月4日) - キーボード
- ロブ・クロアーズ (Rob Clores, ?年?月?日 -) - キーボード
- アダム・マクドーガル (Adam MacDougall, 1974年8月?日 -) - キーボード
- ビル・ドブロウ (Bill Dobrow, ?年?月?日 -) - ドラムス
- スティーヴ・ゴーマン (Steve Gorman, 1965年8月17日 -) - ドラムス

## 来歴
1984年、ジョージア州アトランタで、ロビンソン兄弟を中心にミスター・クロウズ・ガーデンが結成される。そこにジェフ・シーズ（ギター）、ジョニー・コルト（ベース）、スティーヴ・ゴーマン（ドラムス）が加わり、1989年にブラック・クロウズと改名して、デフ・アメリカン（現アメリカン・レコーディングス）と契約。彼らの音楽性は、グレイトフル・デッドを受け、サイケデリック・ロックやサザン・ロックを吸収したのちに、ブルース・ロックに接近していった。1990年にデビュー・アルバム『シェイク・ユア・マネー・メイカー』を発表。オーティス・レディングのカバー「ハード・トゥ・ハンドル」が全米26位となり、アルバム自体も全米4位を記録。1991年にはモンスターズ・オブ・ロックに出演した。
シーズに代わってBurning Tree のマーク・フォードが加入し、また、エディ・ハーシュ（キーボード）が加わって6人編成となったブラック・クロウズは、1992年、セカンド・アルバム『サザン・ハーモニー』発表。全米1位に輝いた。この年に初来日公演を行った。その後、同じラインナップで『アモリカ』（1994年）、『スリー・スネークス・アンド・ワン・チャーム』（1996年）を発表。一時の勢いは失ったが、いずれも全米チャートのトップ20にランクイン。
その後、フォードとコルトが脱退。ゴーマンの旧友であるスヴェン・パイピーン（ベース）を迎え、ギタリストはリッチ1人の状態で、コロムビア・レコードに移籍し『バイ・ユア・サイド』（1999年）を制作。そして、Cry Of Love のオードリー・フリード（ギター）を加えてツアーを行い、7年ぶりに再来日を果たした(1月にSouled Out Tourで原宿・渋谷、7月にfuji rock festival 99)。1999年10月にはジミー・ペイジと共演し、レッド・ツェッペリンの曲を中心に、エルモア・ジェイムズなどのカバーも取り上げた。その時の模様は、2枚組ライヴ盤『ライヴ・アット・ザ・グリーク』に収録されている。2000年にはペイジと共に来日する予定だったが、ペイジの体調の問題でキャンセルとなった。
パイピーンの解雇・フリードの正式加入・V2レコードへの移籍を経て、リッチがベースも兼任する形で『ライオン』（2001年）を制作。7月にLions Tourで4度目の来日。アンディ・ヘスをサポート・ベーシストに迎えて活動を続け、また、映画『アイ・アム・サム』のサウンドトラックに、ビートルズのカバー「ルーシー・イン・ザ・スカイ・ウィズ・ダイアモンズ」を提供。しかし、2002年には活動を停止してしまう。クリスはクリス・ロビンソン&ザ・ニュー・アース・マッドを結成し、リッチはソロ・アルバム『Paper』（2004年）を発表。

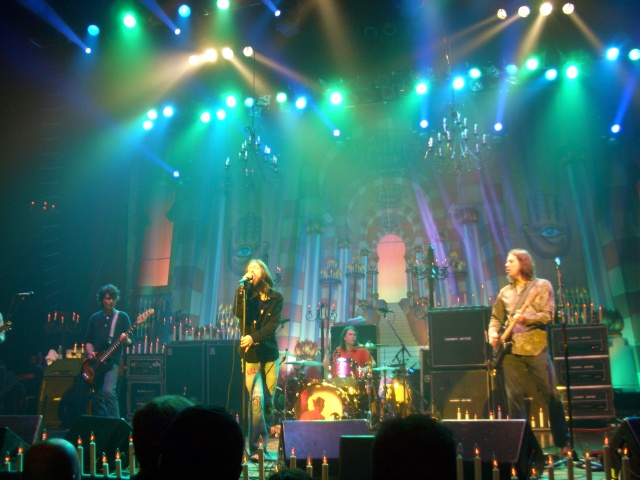
ブラック・クロウズのライブ（2005年）

2005年3月、ロビンソン兄弟とフォード、ハーシュ、パイピーンが集まってブラック・クロウズを再結成。ドラムスはビル・ドブロウが務めたが、ほどなくオリジナル・ドラマーのゴーマンが復帰。その頃のライヴ音源が、ライヴ・アルバム『フリーク・ン・ロール...イントゥ・ザ・フォッグ～ライヴ・アット・フィルモア』として発表された。SUMMER SONIC 05にて来日(All Join Hands Tour)。2006年にはフォードとハーシュも脱退するが、ポール・ステイシー（ギター）とロブ・クロアーズ（キーボード）を加えて活動を継続。なお、ステイシーは、ザ・ニュー・アース・マッドでクリスと活動を共にした他に、オアシスの『スタンディング・オン・ザ・ショルダー・オブ・ジャイアンツ』（2000年）以降のアルバムにサポート・メンバーとして加わってきたマルチプレイヤーである。2007年8月に開始されたツアーでは、クロアーズに代わってアダム・マクドーガル（キーボード）が参加。2007年末、ステイシーに代わりルーサー・ディッキンソン（ギター）が加入。
2008年、バンド自身のレーベル「Silver Arrow」からアルバム『ウォーペイント』発表。『サザン・ハーモニー』以来久しぶりに、全米チャートのトップ10入りを果たした。2009年、アルバム『ビフォア・ザ・フロスト』とダウンロード版アルバム『アンティル・ザ・フリーズ』を発表している。2010年8月3日、これまで発表してきた楽曲のアコースティック・バージョンを収録したデビュー20周年記念アルバム『Croweology』を発表した。
同12月、無期限の活動休止に入るも、3年後の2013年3月24日より行われた全英ツアーで活動を再開し、引き続き、久々の全米ツアーを敢行。バンド活動と並行して、ロビンソン兄弟のソロでの新曲も連続的にネット配信されたが、バンドの管理権を巡るトラブルでロビンソン兄弟間の関係が再び悪化したため、2015年1月15日に再び解散したことを、リッチ本人が自身のフェイスブックのページで宣言した。
解散後、兄のクリスはライアン・アダムス、ジェームズ・イハとの活動でも有名なニール・カサールらと2011年に結成し、ブラック・クロウズと並行して活動してきたバンド、クリス・ロビンソン・ブラザーフッドに活動拠点を移し、主にジャム・バンド界隈で精力的に活動中。2018年1月には、ブラック・クロウズ時代の楽曲をセルフカバーするために結成されたAs The Crow Flies と、Green Leaf Rustlers の2つのバンドを結成。なお、前者では『ライオン』期のバンドメンバーであるオードリー・フリードと、若手ブルース・ギタリストのマーカス・キングがそれぞれギターを務めている。
弟のリッチはしばらくソロ活動を続けた後、ブラック・クロウズ時代の旧友、フォード、ハーシュ、パイピーンと共にマグパイ・サルートを結成。
2016年11月4日、マグパイ・サルート結成直後にキーボードのエディ・ハーシュが59歳で急逝。
2019年、ハワード・スターン・ショー内において、ロビンソン兄弟が和解したことを明らかにし、さらに『シェイク・ユア・マネー・メイカー』発売30周年のツアーを計画していることも明かした。
2019年11月11日のニューヨークでのライブで、三度目の再結成を果たした。ロビンソン兄弟以外のメンバーは一新され、アースレス、ゴールデン・ボイドのアイザイア・ミッチェル（ギター）、元テデスキ・トラックス・バンドのティム・ルフェーヴル（ベース）、ジョエル・ロビナウ（キーボード）、ラジ・オージャ（ドラムス）が参加した。ツアーは、新型コロナウイルスの影響で中断され、2021年夏～秋に延期された。2021年5月、再調整されたツアーの日程と同時に、パイピーンの復帰を発表した。6月、ブランディ・カーライルやリチャード・マークス、パティ・スミスなどのツアーに参加した、ブライアン・グリフィン（ドラムス）を新ツアーメンバーに迎えることを発表した。

## ディスコグラフィー
スタジオ・アルバム
- シェイク・ユア・マネー・メイカー（英語版） - Shake Your Money Maker（1990年）
- サザン・ハーモニー - The Southern Harmony And Musical Companion（1992年）
- アモリカ - Amorica（1994年）
- スリー・スネークス・アンド・ア・チャーム - Three Snakes & One Charm（1996年）
- バイ・ユア・サイド - By Your Side（1999年）
- Greatest Hits 1990-1999: Tribute Work in Progress (2000年)　ベスト盤
- ライオン - Lions（2001年）
- ウォーペイント - Warpaint（2008年）
- ビフォア・ザ・フロスト - Before the Frost...（2009年）
- アンティル・ザ・フリーズ - ...Until The Freeze（2009年）
- Croweology (2010年)

ライヴ・アルバム
- Live At The Greek（2000年） - ジミー・ペイジとの共演盤
- Live（2002年）
- Freak 'n' Roll...Into The Fog（2006年）
- ウォー・ペイント・ライヴ〜ライヴ・イン・L.A.アット・ザ・ウィルターン - Warpaint: Live（2009年）
- Wiser For The Time (2013年)